# Georg Bogislaus Staël von Holstein
Georg Bogislaus Staël von Holstein, född 6 december 1685, död 6 december 1763, var en svensk friherre och militär.  

## Biografi

### Uppväxt och tidig karriär
George Bogislaus Staël von Holstein föddes den 6 december 1685 som son till överstelöjtnant Johan Staël von Holstein och Helena Julia von der Pahlen. Han började sin militära karriär den 20 februari 1700 som volontär vid livgardet. Staël von Holstein befordrades till sergeant vid artilleriet 1701 och kornett vid Otto Vellingks ingermansländska dragonregemente i Livland och deltog i kriget i Östersjöprovinserna mot ryssarna. Han utnämndes 1702 till löjtnant och 1703 befordrades han till kapten vid Adam De la Gardies värvade infanteriregemente i Livland. Regementet sattes in 1704 för att befria det av Ryssland belägrade Narva. I april beordrades han att med sitt regementes grenadjärskompani bryta igenom den ryska belägringen vid Narva.

### Fångenskap i Ryssland
Den svenska operationen misslyckades och Staël von Holstein blev 1704 tillfångatagen och skickad till fångläger i  Sibirien och senare till Moskva. Under vistelsen där gifte han sig 1710 med grevinnan Ingeborg Christina Horn af Rantzien, som var dotter till riksrådet och generalfälttygmästaren Henning Rudolf Horn av Rantzien, vilken med sina döttrar tillfångatagits av ryssarna.
För att försöka få sig och sin familj utväxlade sökte och fick Staël von Holstein tsar Peters tillåtelse att resa till Stockholm. Staël von Holstein lyckades 1711 bli utväxlad mot en rysk officer men hans hustru, men systrar och svärfar tilläts inte följa med utan blev kvar i Ryssland. Kung Karl XII skrev därefter till sitt råd om Horns ranconering men misslyckades få dem utväxlade till Sverige. Staël von Holstein återvände till Sverige och skickades 1711 med brev och depescher till Karl XII i Bender där han utnämndes till major vid Skaraborgs regemente.

### Hjälte vid Nya Elfsborgs Fästning
Våren 1712 återvände han med en kunglig skrivelse till regeringen. Under det följande året arbetade han med regementets nyrekrytering. Han blev efter att ha varit med om att ha räddat den hotade Nya Elfsborgs fästning utnämnd till major vid Skaraborgs regemente.
I augusti 1713 blev Staël von Holstein befordrad till överstelöjtnant och följde 1715 med på regementets marsch till Skåne. Några år senare 1717 utnämndes han till överste och ledde följande år regementet under fälttåget mot Norge och belägringen av Fredriksten. Staël von Holstein förlades 1719 med en bataljon på Hisingen och deltog i juli i försvaret av Nya Elfsborg. Han lyckades gruppera batteriplatsen med kanoner genom att bland annat övertyga nitiska och kritiska förrådsansvariga att på egen bekostnad få kvittera ut kanoner från förrådet i Göteborg. Han förde ett kanonbatteri över Göta älv och besköt Peder Tordenskjolds eskader från Arendal.
Den 4 augusti 1720 tog Staël von Holstein avsked ur den svenska hären och tjänade under några år under hertigen Carl Fredrik av Holstein som generalmajor och chef för dennes livgarde. År 1722 planerade Staël von Holstein att gifta sig med Sofia Elisabeth Ridderschantz. Bröllopet blev dock inställt eftersom hans fru Ingeborg återvände från Ryssland där hon suttit fängslad. Staël von Holstein blev 1731 friherre och introducerades samma år vid Riddarhuset som friherreliga ätten Staël von Holstein nr 204.

### Civil ämbetsmannakarriär
År 1733 blev Staël von Holstein överste och kommendant på Kalmar slott. Ett år senare 1734 blev han landshövding i Kalmar län. 1737 grundade Stael textilfabriken Calmar Vapen . Staël von Holstein grundade 1741 tillsammans med landshövdingen i Kronobergs län Anders Koskull Kosta glasbruk (som namngavs efter begynnelsebokstäverna i deras efternamn) och köpte senare det halländska storgodset Vapnö, vilket ännu är kvar i släkten..
Staël von Holstein utnämndes 1734 till generalmajor. Han var 1742 en av ledarna för mössornas sekreta utskott. 1743 skickades Staël von Holstein till prins Adolf Fredrik som då vistades i Hamburg för att meddela honom att han utsetts till Sveriges konung.
I september 1743 blev Staël von Holstein även befordrad till generallöjtnant. Han blev även serafimerriddare och 1754 landshövding och överkommendant i Malmöhus län en post som han innehade fram till sin död. År 1757 utnämndes Staël till fältmarskalk. När hans första fru dog 1761 gifte Staël om sig med Sofia Elisabeth Ridderschantz. Han var gift med henne fram till sin död i Malmö den 6 december 1763. Eftersom Georg Bogislaus Staël von Holsteins dotter Anna Helena Juliana dog vid 5 års ålder dog den friherrliga ätten 204 ut. Idag finns i Sverige den adliga ätten Staël von Holstein nr 834 samt den friherrliga ätten Staël von Holstein nr 155.